# Miami International Autodrome
Der Miami International Autodrome ist eine temporäre Motorsport-Rennstrecke rund um das Hard Rock Stadium in Miami Gardens, Florida. Die Strecke wurde speziell für den Großen Preis von Miami entworfen, welcher seit der Saison 2022 im Kalender der Formel-1-Weltmeisterschaft steht. Sie war zum Zeitpunkt ihres Debüts der elfte Veranstaltungsort der Formel 1 in den Vereinigten Staaten seit Beginn der Meisterschaft.

## Geschichte
Bereits 2018 wurde Miami von der Formeln 1-Organisation Liberty Media als kommende Location für einen weiteren Formel-1-GP in den USA bekannt gegeben. Pläne die Strecke am Ort des früheren Bayfront Park Circuit in Downtown Miami anzulegen, scheiterten an Anwohnerprotesten. Auch fand das Layout der dort geplanten Strecke nicht die Zustimmung der Piloten. Daraufhin wurde ab dem Oktober 2019 der Stadtteil Miami Gardens als neuer Austragungsort ins Auge gefasst, wobei bis zu 75 Streckenentwürfe in Betracht gezogen und 36 simuliert wurden. Jedoch regte sich auch hier Widerstand, da neben der Lärmbelästigung auch Einschränkungen des Anwohnerverkehrs durch die Sperrung wichtiger Durchgangsstraßen befürchtet wurden. Erst als es gelang die Strecke komplett auf dem Gelände des Hard Rock Stadium Sports Park zu platzieren, dessen Eigentümer, Stephen Ross, eine der treibenden Kräfte hinter der Veranstaltung in Miami ist, konnten die Planungen im April 2021 vom Stadtrat genehmigt werden. Zudem wurde dem Stadtteil von den Veranstaltern ein umfangreiches Infrastruktur- und Bildungsförderungprogramm versprochen.
Am 2. September 2021 wurde die Strecke offiziell in „Miami International Autodrome“ umbenannt.

## Strecke

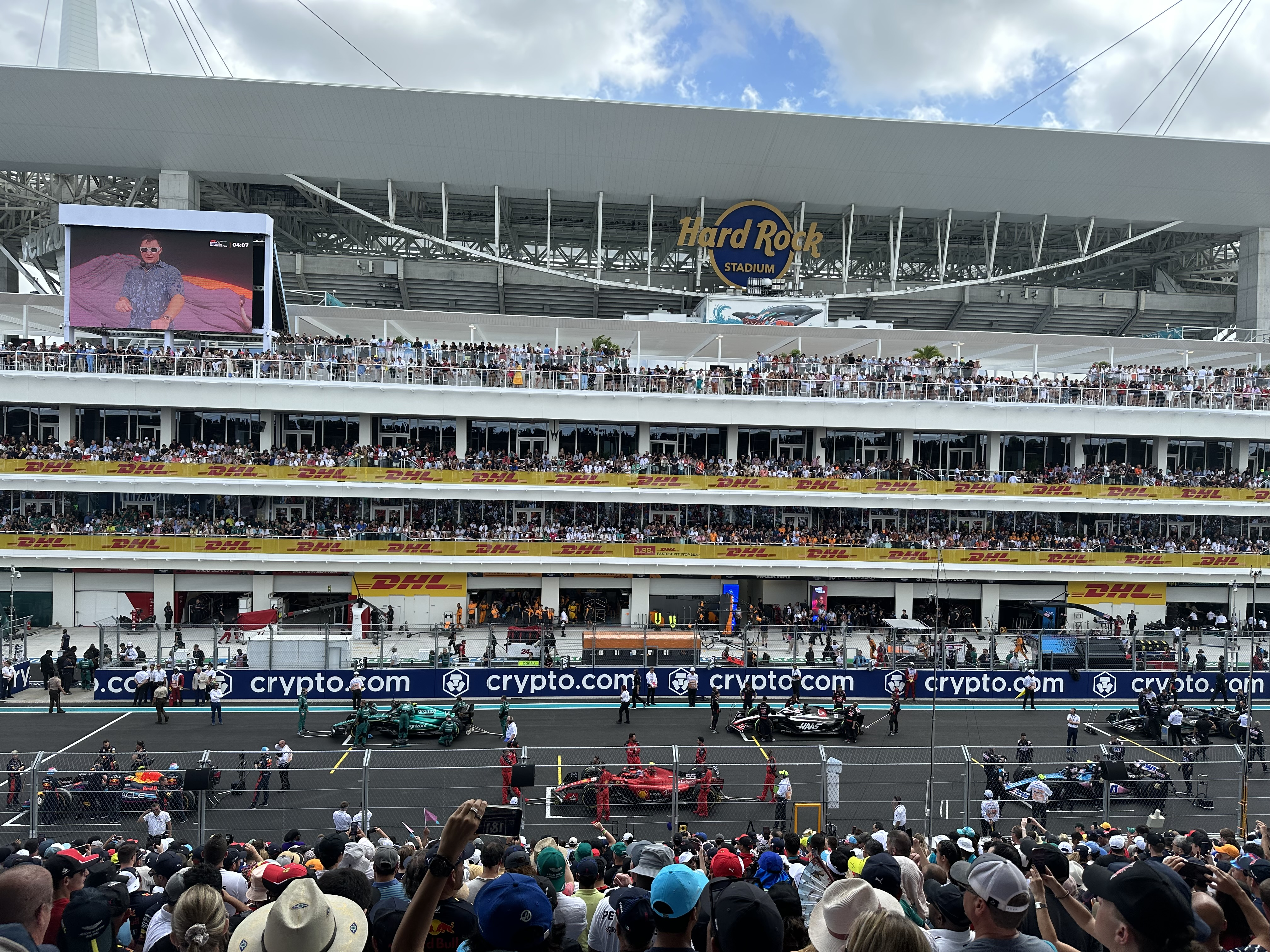
Start-Ziel-Gerade des Miami International Autodromes vor dem Hard Rock Stadium

Die Rennstrecke befindet sich auf dem privaten Gelände des Hard Rock Stadium. Es handelt sich um eine temporäre Rennstrecke, die auf den Parkplätzen und Zufahrtswegen um das Stadion angelegt ist und keine öffentlichen Straßen nutzt. Sie ist 5,41 km lang und weist 19 Kurven mit einer Durchschnittsgeschwindigkeit von 222 km/h auf. Einige Wochen vor dem Rennwochenende werden die Rennstrecke und ihre Sicherheitseinrichtungen nur für das Rennwochenende aufgebaut. Nach dem Rennwochenende wird die Rennstrecke wieder abgebaut und der Platz rund um das Hard Rock Stadium wieder in einen normalen Zustand versetzt.

## Veranstaltungen
Die Veranstaltungen fanden bislang am ersten Maiwochenende statt. Im Rahmenprogramm des Formel-1-Wochenendes tritt dabei auch die für weibliche Nachwuchspilotinnen gedachte Formelserie der W-Series bzw. deren Nachfolgeserie F1 Academy auf. Mit der Porsche Sprint Challenge North America (2022) bzw. dem Porsche Carrera Cup North America (2023–24) findet auch ein Sportwagenmarkenpokal im Rahmen der Veranstaltung statt.

### Formel-1-Statistik
| Nr. | Jahr | Fahrer         | Konstrukteur | Motor      | Reifen | Zeit          | Streckenlänge | Runden | Ø-Tempo      | Datum  | GP von |
| --- | ---- | -------------- | ------------ | ---------- | ------ | ------------- | ------------- | ------ | ------------ | ------ | ------ |
| 1   | 2022 | Max Verstappen | Red Bull     | RBPT       | P      | 1:34:24,258 h | 5,412 km      | 57     | 196,061 km/h | 8. Mai | Miami  |
| 2   | 2023 | Max Verstappen | Red Bull     | Honda RBPT | P      | 1:27:38,241 h | 5,412 km      | 57     | 211,092 km/h | 7. Mai | Miami  |
| 3   | 2024 | Lando Norris   | McLaren      | Mercedes   | P      | 1:30:49,876 h | 5,412 km      | 57     | 203,774 km/h | 5. Mai | Miami  |
| 4   | 2025 | Oscar Piastri  | McLaren      | Mercedes   | P      | 1:28:51,587 h | 5,412 km      | 57     | 208,188 km/h | 4. Mai | Miami  |